# Pavel Patera
Pavel Patera, född 6 september 1971, är en tjeckisk före detta ishockeyspelare som var med i "The Blue Line" tillsammans med Martin Prochazka och Otakar Vejvoda. Kedjan var framgångsrik såväl i tjeckiska landslaget i främst VM 1996 i Wien som i AIK i Elitserien säsongen 1996/1997. Han var med och vann SM-guld med Färjestads BK säsongen 2005/2006.